# Чемпионат Ленинграда по футболу 1925 (ЛГСФК)
Первенство Ленинграда по футболу 1925  стало ХХV и вторым, проведенным Ленинградским губернским советом по физической культуре (ЛГСФК).
Победителем впервые стал  «Красный путиловец»

## Организация и проведение турнира
После распоряжения Ленсовета от 10 марта 1924 года (на основании решения Высшего совета физической культуры (ВСФК) при ВЦИК) «о роспуске гражданских, частных, общественных спортивных кружков и организаций», субъектами спортивных соревнований могли быть только так называемые «районные кружки» спортивной организации под эгидой ЛКСМ, носившей название «Спартак». Со временем были сделаны исключения для общества «Динамо» (под эгидой ОГПУ) и для команд, представляющих крупнейшие промышленные предприятия («Красный путиловец», «Большевик», «Красный выборжец» и др. под эгидой Ленинградского губернского совета профессиональных союзов — ЛГСПС).
В первом полноценном осеннем чемпионате города после указанной реорганизации приняли участие 12 клубов
- Районные кружки спорта (РКС) «Спартак»
  - Петроградский «А»[5]
  - Петроградский «Б»[6]
  - Выборгский «А»[7]
  - Выборгский «Б»
  - Центральный «А»[8]
  - Центральный «Б»[9]
  - Володарский
  - Слуцк
- «Динамо»
- Клубы предприятий
  - «Большевик»
  - «Красный путиловец»
  - «Горнорабочие» Парголово

Турнир проходил по апробированной в 1923 году «системе Дюперрона» в два этапа: на предварительном 12 команд разыгрывали однокруговой турнир, по итогам которого 6 лучших команд с учётом всех набранных очков определяли победителя в ещё одном однокруговом турнире.
Данная система, наряду с бо́льшими спортивной объективностью, клубным представительством и зрительской аудиторией имела и определённые недостатки: увеличение игровой нагрузки на участников, что, вкупе с одновременным резким увеличением числа матчей городских сборных и других соревнований привело к значительному числу переносов игр и даже ставило турнир под угрозу срыва. Другим недостатком была большая разница в уровне участвующих команд, что привело к немалому числу «проходных» матчей — в итоге складывалась парадоксальная ситуация: все малозначимые игры проходили в идеальных условиях, а все более поздние решающие подвергали участников и зрителей серьёзнейшим погодным испытаниям. Этому также способствовало непременное желание организаторов и участников проводить матчи строго по воскресеньям для наибольшего зрительского интереса и сборов. Тем не менее, турнир удалось закончить (хотя и с опозданием почти на месяц) — что делает честь ленинградцам в отличие от их московских коллег, не сумевших преодолеть аналогичные трудности — московский чемпионат этого года окончен не был.
Ещё одним нововведением, не всегда адекватно влияющим на турнирную судьбу отдельных команд, был впервые введённый в этом сезоне с целью увеличения массовости так называемый «клубный зачёт» — теперь формально единственным официальным результатом турнира являлось не выступление первой (главной) команды, привлекающее львиную долю зрительского интереса, а суммарное выступление трёх команд клуба, определявшее в том числе и попадание главной команды в финальный раунд. Здесь сразу проявились негативные стороны такой системы — ущемление и отсутствие ясной логики в турнирных результатах ведущих команд клуба (фактически, единственно значимых), и создание условий, при которых тактически выгодными становятся различные неспортивные манипуляции с составами с целью усиления младших команд за счёт старших.

## Ход турнира
Чемпионат стартовал 5 августа и продлился почти три с половиной месяца.
На предварительном этапе сенсаций никто не ждал — «большая четвёрка» питерских клубов («Спорт», «Унитас», «Коломяги», «Меркур» — в прессе тех времён их вместо новых несколько обезличивающих названий запросто именовали привычно «по-буржуазному» с приставкой «бывший»), сохранившая в своих составах практически всех сильнейших, как и ранее на протяжении полутора десятков сезонов, более или менее уверенно громила всех прочих и сменяла друг друга на верхних строчках турнирной таблицы. Определённые надежды (и авансы официальной прессы) возлагались лишь на финалиста весеннего первенства клуб «Большевик» — символ нового «рабочего» футбола — но он поначалу больше разочаровывал своих поклонников. Тем неожиданнее оказалось появление на самом верху другого «пролетарского» клуба «Красного путиловца» — применившего для усиления состава в ситуации, когда все сильнейшие питерские игроки были давно разобраны, кадровое «ноу-хау» того времени — он начал приглашать игроков из-за пределов северной столицы. Так в команде появились сначала «москвичи» Григорий Архангельский и Андрей Мурашёв, затем тверичане Владимир Болотников и Пётр Козлов. Вместе с ленинградцами Владимиром Воногом, Иваном Хухтиненом, Павлом Казариновым они образовали команду, способную, как оказалось, составить серьёзнейшую конкуренцию питерской «большой четвёрке». Играя все увереннее от матча к матчу, команда сначала устояла в редком для тех времён безголевом матче с Центральным «А» («Меркуром»), затем минимально обыграла Петроградский «А» («Спорт») и Петроградский «Б» («Коломяги») и, уступив лишь ведомому братьями Бутусовыми Выборгскому «А» («Унитасу»), уверенно потеснила грандов, заняв по итогам первого круга второе место с хорошими дальнейшими перспективами. Последним в финальный раунд как-то протиснулся и «Большевик» — опередив по дополнительным показателям «Динамо», которому уступил в первых командах четыре очка при паритете в очках клубного зачёта  (при этом ЛГСФК несколько раз менял свое решение относительно того, какой из этих клубов проходит в финальный раунд).
Начало второго круга оба лидера начали с поражений  —  Петроградский «А» уступил Центральному «А», а «Красный путиловец» — «Большевику», прибыв вследствие изменения регламента на матч при дефиците времени не в полном составе. Путиловцы матч опротестовали, и он был назначен к переигровке. Следующие два тура были перенесены из-за проведения праздника и матча сборной (журнал «Спартак» со своих страниц горестно восклицал по поводу бесконечных переносов: "Доколе?!"). Петроградский «А» шел далее без поражений, а «Красный путиловец» с трудом спас матч с неудобным Выборгским «А», проигрывая 0:2. К моменту второй решающей встречи с основными конкурентами путиловцы отставали на два очка (имея игру в запасе). Вновь матч складывался тяжело — соперники вели в счёте, но удары Г.Архангельского и П.Козлова (за 12 минут до конца) принесли победу. Последние  минуты матча после забитого гола были весьма напряжённые — они вместили удаление полузащитника путиловцев И.Хухтинена и несколько опаснейших моментов у их ворот, включая пенальти от самого Павла Батырева — команду спас вратарь Фёдор Левицкий. Синхронно выиграв в последних матчах, проходивших "... то на комках замерзшей грязи, то в лужах талого снега", лидеры закончили оба отложенных перенесённых тура вровень, и ЛГСФК уже объявил сезон завершенным, подведя итоги «клубного зачёта» (на который недоигранный матч путиловцев не мог повлиять), но, памятуя об истинной важности первенства в главных командах, «Красный путиловец», как и большинство любителей футбола, настоял на проведении переигровки с «Большевиком», даже ничья в которой выводила его на первое место.
С позиции современности можно было бы ожидать во встрече двух «пролетарских» команд так называемую скандинавскую ничью в пику «буржуазным» грандам, и встреча действительно так и закончилась, но это была игра в совсем других реалиях. Путиловцев 15 ноября на далеком поле «Большевика» в Мурзинке встретил 4-вершковый покров снега и несколько тысяч суровых местных болельщиков. Несмотря на молодость дерби двух заводов-гигантов, их матчи проходили в очень жесткой борьбе, а в текущем сезоне обе встречи пришлось переигрывать. Воодушевляемые и подгоняемые местной «торсидой», хозяева повели 2:0 и в дальнейшем, несмотря на игровое преимущество путиловцев, оказали отчаянное сопротивление. Лишь в середине второго тайма П.Козлов отквитал один мяч, и в последние минуты подогреваемые агрессивно настроенными игроками и болельщиками страсти буквально перехлестнули через край. Поле начали покидать футболисты — одних уносили с травмами, других удалял судья. После того, как Г.Архангельский за две минуты до конца сравнял счёт и принес «Красному путиловцу» первую в истории победу в чемпионате, только шок, в котором оказались поклонники «Большевика», позволил судье закончить матч. После игры, вооружившись камнями и снежками, «фанаты» хозяев несколько часов не выпускали путиловцев из раздевалки; лишь прибывшие пешие и конные наряды милиции сумели вызволить новоявленных чемпионов.

### Первый круг

#### Итоговая таблица
| №  | Команды                      | 1   | 2   | 3    | 4    | 5   | 6   | 7   | 8    | 9    | 10  | 11  | 12  | В  | Н | П  | М       | О  | КЗ |
| -- | ---------------------------- | --- | --- | ---- | ---- | --- | --- | --- | ---- | ---- | --- | --- | --- | -- | - | -- | ------- | -- | -- |
| 1  | Петроградский «А» «Спорт»    |     | 1:2 | 3:0  | 5:2  | 4:0 | 2:1 | 2:0 | 8:0  | 8:0  | 8:0 | 7:0 | +:- | 10 | 0 | 1  | 48 — 5  | 20 | 58 |
| 2  | «Красный путиловец»          | 2:1 |     | 1:0  | 1:3  | 0:0 | 3:1 | 2:1 | 4:1  | 5:1  | 7:0 | 5:1 | 8:1 | 9  | 1 | 1  | 38 — 10 | 19 | 42 |
| 3  | Петроградский «Б» «Коломяги» | 0:3 | 0:1 |      | 5:2  | 2:2 | 2:1 | 4:2 | 11:3 | 3:1  | 6:0 | в:п | +:- | 8  | 1 | 2  | 33 — 15 | 17 | 43 |
| 4  | Выборгский «А» «Унитас»      | 2:5 | 3:1 | 2:5  |      | 6:1 | 5:1 | 2:2 | 3:2  | 11:0 | 4:0 | 4:1 | 6:0 | 8  | 1 | 2  | 48 — 18 | 17 | 46 |
| 5  | Центральный «А» «Меркур»     | 0:4 | 0:0 | 2:2  | 1:6  |     | п:в | 2:1 | 5:0  | 2:0  | 6:1 | 4:0 | 1:0 | 6  | 2 | 3  | 23 — 14 | 14 | 54 |
| 6  | «Динамо»                     | 1:2 | 1:3 | 1:2  | 1:5  | в:п |     | 2:0 | 8:1  | 5:0  | 7:1 | 2:2 | +:- | 6  | 1 | 4  | 28 — 16 | 13 | 35 |
| 7  | «Большевик»                  | 0:2 | 1:2 | 2:4  | 2:2  | 1:2 | 0:2 |     | 2:3  | в:п  | 4:2 | 5:0 | 5:1 | 4  | 1 | 6  | 22 — 20 | 9  | 35 |
| 8  | Выборгский «Б»               | 0:8 | 1:4 | 3:11 | 2:3  | 0:5 | 1:8 | 3:2 |      | 0:1  | 3:2 | 6:3 | +:- | 4  | 0 | 7  | 19 — 47 | 8  | 24 |
| 9  | Володарский                  | 0:8 | 1:5 | 1:3  | 0:11 | 0:2 | 0:5 | п:в | 1:0  |      | -:+ | 2:0 | +:- | 3  | 0 | 8  | 6 — 34  | 6  | 18 |
| 10 | «Горнорабочие»               | 0:8 | 0:7 | 0:6  | 0:4  | 1:6 | 1:7 | 2:4 | 2:3  | +:-  |     | 2:2 | 1:4 | 1  | 1 | 9  | 9 — 51  | 3  | 16 |
| 11 | Слуцк                        | 0:7 | 1:5 | п:в  | 0:4  | 0:4 | 2:2 | 0:5 | 3:6  | 0:2  | 2:2 |     | 0:1 | 0  | 2 | 9  | 8 — 38  | 2  | 21 |
| 12 | Центральный «Б»              | -:+ | 1:8 | -:+  | 0:6  | 0:1 | -:+ | 1:5 | -:+  | -:+  | 4:1 | 1:0 |     | 2  | 0 | 11 | 8 — 22  | 4  | 4  |

#### Матчи
| 5 авг | «Красный путиловец» | 3:1 | «Динамо»                  | Поле «Красного путиловца» |
|       | - Д.Киселев (1:1)′  |     | - ~25′ (пен.) Сидельников |                           |

| 5 авг | Центральный «А» | 2:0 | Володарский | Поле Центрального «А» |

| 5 авг | Выборгский «А» | 4:0 | Слуцк | Удельная |

| 5 авг | Петроградский «А» | 8:0 | «Горнорабочие» | Поле Таврического сада |

| 5 авг | Петроградский «Б» | 11:3 | Выборгский «Б» | Коломяги |

| 5 авг | «Большевик» | 5:1 | Центральный «Б» | Мурзинка |

| 9 авг | Петроградский «А» | 2:1 | «Динамо»                 |  |
|       | - К.Егоров 70′    |     | - 10′ (пен.) Сидельников |  |

| 9 авг | Петроградский «Б»                                                 | 5:2 | Выборгский «А»                               | Удельная |
| | - (1:1)′ - Карнеев (2:2)′ - Маликов (3:2)′ - Кусков (4:2)′ (5:2)′ |     | - (0:1)′ П.Бутусов - (1:2)′ (пен.) М.Бутусов |          |
| Петроградский «Б»: ... Карнеев, Маликов, Кусков, Румянцев ... Выборгский «А»: Гусев - ... П.Бутусов, М.Бутусов, Г.Смирнов ... |                                                                   |     |                                              |          |

| 9 авг | Выборгский «Б»                     | 3:2 | «Большевик»     |  |
|       | - (1:0)′ (пен.) - Иконников (2:1)′ |     | - 20′ Ф.Семёнов |  |

| 9 авг | Центральный «А» | 1:0 | Центральный «Б» |  |

| 9 авг | «Красный путиловец» | 5:1 | Володарский | Поле Володарского |

| 9 авг | «Горнорабочие» | 2:2 | Слуцк | Парголово |

| 12 авг                                               | Центральный «А»                      | 2:1 | «Большевик» |  |
|                                                      | - Барулин (1:0)′ - И.Столяров (2:1)′ |     | - (пен)     |  |
| Центральный «А»: ... Барулин, И.Столяров, Исаков ... |                                      |     |             |  |

| 12 авг | Выборгский «А»                                | 3:2 | Выборгский «Б» |  |
|        | - М.Бутусов (1:2)′ (пен.) (2:2)′ (пен.) - 85′ |     |                |  |

| 12 авг | Петроградский «А» | 8:0 | Володарский |  |

| 12 авг | Петроградский «Б» | 6:0 | «Горнорабочие» |  |

| 12 авг | «Динамо» | 2:2 | Слуцк |  |

| 12 авг | «Красный путиловец» | 8:1 | Центральный «Б» |  |

| 15 авг | «Красный путиловец» | 4:1 | Выборгский «Б» |  |

| 15 авг | «Большевик» | 5:0 | Слуцк |  |

| 15 авг | «Динамо» | 7:1 | «Горнорабочие» |  |

| 15 авг | Петроградский «Б» | +:- | Центральный «Б» |  |

| 23 авг | Выборгский «А» | 11:0 | Володарский |  |

| 28 авг | Петроградский «А» | 4:0 | Центральный «А» |  |
| Петроградский «А»: А.Рябов - Д.Штукин, Ежов - Гуськов, Батырев, В.Систонен - К.Егоров, Д.Родионов, Колотушкин, Антипов, М.Сергеев |                   |     |                 |  |

| 16 авг                                                 | Петроградский «Б»                 | 2:1 | «Динамо» |  |
|                                                        | - Кусков (1:1)′ - Анисимов (2:1)′ |     |          |  |
| Петроградский «Б»: Полежаев - ... Кусков, Анисимов ... |                                   |     |          |  |

| 16 авг | «Красный путиловец»                | 2:1 | «Большевик»     |  |
|        | - Мурашев 7′ - Г.Архангельский 14′ |     | - (2:1)′ (пен.) |  |

| 16 авг | Центральный «А» | 5:0 | Выборгский «Б» |  |

| 16 авг | Петроградский «А» | +:- | Центральный «Б» |  |

| 16 авг | Володарский | 2:0 | Слуцк | Слуцк |

| 16 авг | Выборгский «А» | 4:0 | «Горнорабочие» | Парголово |

| 19 авг       | Петроградский «Б» | 3:1 | Володарский |  |
| Володарский: |                   |     |             |  |

| 19 авг                                             | Петроградский «А»             | 2:0 | «Большевик» |  |
|                                                    | - Батырев 10′ - К.Егоров (2)′ |     |             |  |
| Петроградский «А»: ... Ежов, Батырев, К.Егоров ... |                               |     |             |  |

| 19 авг | Центральный «А» | 0:0 | «Красный путиловец» | Поле «Красного путиловца» |
| Центральный «А»: Савинцев - Рубанов, Окунь ... «Красный путиловец»: ... Любарь, Хромов, Воног, Мурашев ... |                 |     |                     |                           |

| 19 авг | Выборгский «А» | 5:1 | «Динамо» |  |

| 19 авг | Выборгский «Б» | 3:2 | «Горнорабочие» |  |

| 19 авг | Центральный «Б» | 1:0 | Слуцк |  |

| 27 авг | «Красный путиловец»                   | 2:1 | Петроградский «А» | Поле Петроградского «А» |
| | - Г.Архангельский 20′ - Д.Киселев 68′ |     | - М.Сергеев 73′   |                         |
| «Красный путиловец»: Левицкий - Горбунов, К.Хухтинен - Хромов, Воног, И.Хухтинен - А.Васильев, Мурашев, Г.Архангельский, Д.Киселев, Казаринов Петроградский «А»: А.Рябов - ... М.Сергеев ... |                                       |     |                   |                         |

| 27 авг | Петроградский «Б» | 4:2 | «Большевик» |  |

| 27 авг | Выборгский «А» | 6:0 | Центральный «Б» |  |

| 27 авг | «Динамо» | 8:1 | Выборгский «Б» |  |

| 27 авг | «Горнорабочие» | +:- | Володарский | Парголово |

| 27 авг | Центральный «А» | 4:0 | Слуцк |  |

| 31 авг | Центральный «Б» | 4:1 | «Горнорабочие» |  |

| 31 авг | Петроградский «А» | 8:0 | Выборгский «Б» | Поле Петроградского «А» |

| 31 авг | Выборгский «А» | 2:2 | «Большевик»                        |  |
|        | - М.Бутусов    |     | - 35′ С.Кудрявцев - 75′ С.Родионов |  |

| 31 авг | «Динамо» | 5:0 | Володарский |  |

| 31 авг | «Красный путиловец» | 5:1 | Слуцк | Слуцк |
| | - Воног (1:0)′      |     |       |       |
| «Красный путиловец»: Левицкий - Горбунов, К.Хухтинен - А.Васильев, Воног, И.Хухтинен - Болотников, Мурашев, Д.Киселев, П.Козлов, Казаринов |                     |     |       |       |

| 31 авг | Центральный «А»                       | 2:2 | Петроградский «Б» |  |
| | - Г.Иванов (1:0)′ - И.Столяров (2:1)′ |     |                   |  |
| Центральный «А»: Савинцев - ... И.Столяров, Г.Иванов ... Петроградский «Б»: ... П.Филиппов, Г.Гостев, Эд.Эммерих ... |                                       |     |                   |  |

| 6 сен | «Красный путиловец» | 1:0 | Петроградский «Б» | Стадион им.Ленина |
| | - Воног             |     |                   |                   |
| «Красный путиловец»: Левицкий - Горбунов, К.Хухтинен - А.Васильев, Воног, Д.Киселев - Болотников, Мурашев, Г.Архангельский, П.Козлов, Казаринов Петроградский «Б»: Полежаев - Г.Гостев, Эд.Эммерих - П.Филиппов, Карнеев, Варфоломеев - Румянцев, Маликов, Анисимов, Кусков, Лобашев |                     |     |                   |                   |

| 6 сен                                                                                          | Выборгский «А»                 | 6:1 | Центральный «А»      |  |
|                                                                                                | - П.Бутусов (1:1)′ - А.Соколов |     | - (0:1)′ П.Григорьев |  |
| Выборгский «А»: Гусев - ... П.Бутусов, А.Соколов ... Центральный «А»: ... П.Григорьев, Реш ... |                                |     |                      |  |

| 6 сен | Петроградский «А» | 7:0 | Слуцк | Слуцк |

| 6 сен | «Большевик» | 4:2 | «Горнорабочие» | Парголово |

| 6 сен | Володарский | 1:0 | Выборгский «Б» | Поле Володарского |

| 6 сен | «Динамо» | +:- | Центральный «Б» |  |

| 13 сен | Выборгский «А» | 3:1 | «Красный путиловец» |  |
|        | - А.Корнилов   |     |                     |  |

| 13 сен | Петроградский «А»                                     | 3:0 | Петроградский «Б» |                  |
| | - Батырев 10′ (пен.) - К.Егоров ~75′ - Колотушкин 82′ |     |                   | Судья: Г.Фепонов |
| Петроградский «А»: ... Батырев, К.Егоров, Д.Родионов, Колотушкин ... · Петроградский «Б»: Полежаев - Г.Гостев , Эд.Эммерих - ... |                                                       |     |                   |                  |

| 13 сен | Центральный «А» | 6:1 | «Горнорабочие» |  |

| 13 сен | Выборгский «Б» | 6:3 | Слуцк |  |

| 13 сен | «Динамо»    | 2:0 | «Большевик» |  |
|        | - Фохт ~25′ |     |             |  |

| 13 сен | Володарский | +:- | Центральный «Б» |  |

| 16 сен | «Красный путиловец» | 7:0 | «Горнорабочие» | Поле «Красного путиловца» |
|        | - Мурашев (1)′      |     |                |                           |

| 16 сен | Петроградский «А»                                                                | 5:2 | Выборгский «А»            | Поле Петрорадского «А» |
|        | - Д.Родионов 10′ (5:2)′ - А.Богданов (2:1)′ - Колотушкин (3:2)′ - Антипов (4:2)′ |     | - (2:2)′ (пен.) М.Бутусов |                        |

| 16 сен | Петроградский «Б» | В:П | Слуцк |  |

| 16 сен | «Динамо» | В:П | Центральный «А» |  |

| 16 сен | «Большевик» | В:П | Володарский |  |

| 16 сен | Выборгский «Б» | +:- | Центральный «Б» |  |

| 23 сен | «Красный путиловец»                   | 2:1 | «Большевик»      |  |
|        | - Мурашев 67′ - А.Васильев 82′ (пен.) |     | - ~25′ Емельянов |  |

### Финальный круг

#### Турнирная таблица
| № | Команды                      |    | 1   | 2   | 3   | 4   | 5   | 6   | В  | Н | П | М       | О  |
| - | ---------------------------- | -- | --- | --- | --- | --- | --- | --- | -- | - | - | ------- | -- |
|   | «Красный путиловец»          | 19 |     | 2:1 | 2:2 | 3:0 | 4:0 | 2:2 | 12 | 3 | 1 | 48 — 19 | 27 |
|   | Петроградский «А» «Спорт»    | 20 | 1:2 |     | 3:1 | 1:2 | 3:2 | 3:1 | 13 | 0 | 3 | 59 — 13 | 26 |
|   | Выборгский «А» «Унитас»      | 17 | 2:2 | 1:3 |     | 5:3 | 3:2 | 6:0 | 11 | 2 | 3 | 65 — 27 | 24 |
| 4 | Центральный «А» «Меркур»     | 14 | 0:3 | 2:1 | 3:5 |     | 2:0 | 2:2 | 8  | 3 | 5 | 32 — 25 | 19 |
| 5 | Петроградский «Б» «Коломяги» | 17 | 0:4 | 2:3 | 2:3 | 0:2 |     | 1:4 | 8  | 1 | 7 | 38 — 31 | 17 |
| 6 | «Большевик»                  | 9  | 2:2 | 1:3 | 0:6 | 2:2 | 4:1 |     | 5  | 3 | 8 | 31 — 34 | 13 |

#### Матчи
| 27 сен | Выборгский «А»         | 3:2 | Петроградский «Б»     | Коломяги       |
| | - М.Бутусов (1:0)′ 15′ |     | - (1:2)′ (авт.) Гусев | Судья: Мелихов |
| Выборгский «А»: Гусев - ... М.Бутусов, Г.Смирнов ... · Петроградский «Б»: ... Морщихин, Эд.Эммерих, П.Филиппов 87', Варфоломеев ... |                        |     |                       |                |

| 27 сен | «Большевик»                                                   | 3:1 | «Красный путиловец» | Поле «Большевика» |
|        | - С.Кудрявцев (1:1)′ - А.Васильев (2:1)′ (пен.) (3:1)′ (пен.) |     |                     |                   |

| 7 окт | Центральный «А»              | 2:1 | Петроградский «А»         |  |
|       | - Г.Иванов 20′ - Барулин 25′ |     | - 10' (пен.) ~40′ Батырев |  |

| 18 окт | «Большевик»          | 4:1 | Петроградский «Б» | Поле «Большевика» |
| | - С.Кудрявцев (1:1)′ |     |                   |                   |
| «Большевик»: Тряпкин - В.Семёнов, Ремизов - Недригайлов, Полунин, Александров - Ф.Семёнов, С.Кудрявцев, Емельянов, С.Родионов, Пав.Григорьев Петроградский «Б»: Полежаев - ... Эд.Эммерих, Кусков ... |                      |     |                   |                   |

| 18 окт | Петроградский «А» | 3:1 | Выборгский «А»            | Удельная |
|        | - Антипов 13′ 33′ |     | - (пен.) (1:3)′ М.Бутусов |          |

| 18 окт | «Красный путиловец»                | 3:0 | Центральный «А» | Поле Таврического сада |
| | - Казаринов 63′ - Мурашев ~70′ 80′ |     |                 | Судья: Г.Фепонов       |
| «Красный путиловец»: Левицкий - Горбунов, К.Хухтинен - А.Васильев, Воног, И.Хухтинен - Болотников, Мурашев, Г.Архангельский, П.Козлов, Казаринов Центральный «А»: Н.Соколов - А.Столяров... |                                    |     |                 |                        |

| 25 окт                                                                 | «Большевик»            | 2:2 | Центральный «А»     | Поле «Большевика» |
|                                                                        | - Пав.Григорьев (2:2)′ |     | - (1:2)′ И.Столяров |                   |
| «Большевик»: ... С.Кудрявцев ... · Центральный «А»: ... И.Столяров ... |                        |     |                     |                   |

| 25 окт | «Красный путиловец»                     | 2:2 | Выборгский «А»                  | Поле «Красного путиловца» |
| | - Г.Архангельский ~40′ - Мурашев (2:2)′ |     | - 15′ М.Бутусов - 25′ А.Соколов |                           |
| «Красный путиловец»: Левицкий - Горбунов, К.Хухтинен - А.Васильев, Воног, И.Хухтинен - Болотников, Мурашев, Г.Архангельский, П.Козлов, Казаринов Выборгский «А»: ... П.Бутусов, М.Бутусов, А.Соколов ... |                                         |     |                                 |                           |

| 25 окт | Петроградский «А»                               | 3:2 | Петроградский «Б»            | Коломяги |
| | - Антипов 25′ - Батырев 60′ - А.Богданов (3:2)′ |     | - 20′ В.Кусков - 35′ Никонов |          |
| Петроградский «А»: ... Ежов, Батырев, Антипов, А.Богданов ... Петроградский «Б»: Полежаев - Эд.Эммерих, Никонов - П.Кусков, Варфоломеев, Д.Лагунов - Румянцев, С.Филиппов, Маликов, В.Кусков, Лобашев |                                                 |     |                              |          |

| 1 ноя                                                             | Центральный «А»                 | 2:0 | Петроградский «Б» | Поле Таврического сада |
|                                                                   | - П.Григорьев (1)′ - Исаков 84′ |     |                   |                        |
| Центральный «А»: Н.Соколов - ... Барулин, П.Григорьев, Исаков ... |                                 |     |                   |                        |

| 1 ноя | «Красный путиловец»                  | 2:1 | Петроградский «А»                      | Стадион им.Ленина                 |
| | - Г.Архангельский 35′ - П.Козлов 78′ |     | - 23′ Д.Родионов - ~85' (пен.) Батырев | Зрителей: 11 000 Судья: Г.Фепонов |
| «Красный путиловец»: Левицкий - Горбунов, К.Хухтинен - А.Васильев, Воног, И.Хухтинен ~80' - Болотников, Мурашев, Г.Архангельский, П.Козлов, Казаринов · Петроградский «А»: А.Рябов - Д.Штукин, Ежов - Гуськов, Батырев, В.Систонен - К.Егоров, Д.Родионов, Колотушкин, Антипов, А.Богданов |                                      |     |                                        |                                   |

| 1 ноя | Выборгский «А» | 6:0 | «Большевик» | Удельная |
|       | - П.Бутусов    |     |             |          |

| 8 ноя | Выборгский «А»                                                              | 5:3 | Центральный «А»                               | Поле Таврического сада |
| | - М.Бутусов 7′ - Г.Смирнов 16′ - П.Бутусов (3:3)′ (4:3)′ - А.Соколов (5:3)′ |     | - (1:2)′ (2:2)′ Г.Иванов - (3:2)′ П.Григорьев | Судья: Г.Фепонов       |
| Выборгский «А»: Гусев - А.Корнилов, Еремеев - Попов, Гаврилов, А.Петров - Сыкин, М.Бутусов, А.Соколов, П.Бутусов, Г.Смирнов Центральный «А»: Горшков - Рузанов, В.Топталов - Реш, Северов, И.Столяров - А.Казаринов, П.Григорьев, Г.Иванов, Б.Шелагин, Ф.Исаков |                                                                             |     |                                               |                        |

| 8 ноя              | «Красный путиловец»                       | 4:0 | Петроградский «Б» | Коломяги |
|                    | - П.Козлов 42′ (3)′ (4)′ - Болотников 80′ |     |                   |          |
| Петроградский «Б»: |                                           |     |                   |          |

| 8 ноя                                                                 | Петроградский «А» | 3:1 | «Большевик»        | Поле «Большевика» |
|                                                                       | - Колотушкин      |     | - (0:1)′ Емельянов |                   |
| Петроградский «А»: ... Д.Штукин , Батырев, Д.Родионов, Колотушкин ... |                   |     |                    |                   |

| 15 ноя | «Красный путиловец»                  | 2:2 | «Большевик»                          | Поле «Большевика»             |
| | - П.Козлов 65′ - Г.Архангельский 88′ |     | - 20′ (пен.) Ремизов - 44′ Емельянов | Зрителей: 1500 Судья: Малинин |
| «Красный путиловец»: ... Мурашев, Г.Архангельский, П.Козлов, П.Казаринов ~80' · «Большевик»: Ласкеев - ... Полунин, Ремизов, Ф.Семёнов, Ададуров , Емельянов ... |                                      |     |                                      |                               |

### Клубный зачет

#### Победители в «младших» командах
- II команды — Центральный «А» & Петроградский «Б»
- III —  Центральный «А»

#### «Клубный зачет»
- Победитель — Петроградский «А»
- 2 место — Центральный «А»
- 3 место — Выборгский «А»[30][31]

## Комментарии
1. ↑  Журнал «Спартак» после победы «Красного Путиловца» над Петроградским «А» («Спортом») отмечал, что "... одержана победа над одной из лучших и старейших ленинградских команд", явно намекая на едва прикрытую новым названием богатую историю клуба[12].
2. ↑  «Москвичами» их с некоторой долей отчуждения называла ленинградская пресса; на самом деле эти игроки, хотя и выступавшие в московских клубах и за сборную Москвы, были воспитанниками ореховского футбола, и их традиции спортивного соперничества с реальными москвичами едва ли уступали питерским.
3. ↑  Они приехали в Ленинград на товарищеский матч в составе сборной Твери и сразу же после игры были приглашены в команду «Красного путиловца».

### Периодика
- «Красный спорт» Москва 1925. НЭБ — rusneb.ru.
- «Спартак» Ленинград 1925. РГБ — search.rsl.ru.
- «Новая вечерняя газета» Ленинград 1925. РНБ — primo.nlr.ru.
- «Красная газета» Ленинград 1925. РНБ — primo.nlr.ru.